# Олександрівський сад (станція метро)

Схема колійного розвитку станції «Олександрівський сад»

55°45′09″ пн. ш. 37°36′27″ сх. д. / 55.75250° пн. ш. 37.60750° сх. д.
«Олександрівський сад» (рос. Александровский сад) — кінцева станція Філівської лінії Московського метрополітену. Отримала своє нинішнє ім'я за назвою розташованого біля західної стіни Кремля Олександрівського саду, до виходу до якого веде перехід від станції. Раніше мала назви: до 24 грудня 1946 р. — «Вулиця Комінтерну», до 5 листопада 1990 р. — «Калінінська». У 1990 р. на кілька днів отримала офіційну назву «Воздвиженка».
Станція розташована під південною частиною вулиці Воздвиженки, між будівлею Російської державної бібліотеки і проїжджою частиною.

## Технічна характеристика
Конструкція станції — Колонна чотирипрогінна мілкого закладення (глибина закладення — 7,4). Платформи берегові на дузі, радіус викривлення — 750 м.

## Пересадки
- Метростанцію  «Арбатська»,
- Метростанцію  «Бібліотека імені Леніна»
- Метростанцію  «Боровицька»
- Автобуси:м1, м2, м6, м7, м9, е10, н2, н11

Прямого переходу на станцію «Боровицька» немає.

## Колійний розвиток
Відмінними рисами є зігнутість платформ, єдина серед станцій першої черги, і берегове розташування платформ, сполучених арковим містком.
Станція є кінцевою на Філівській лінії, оборот поїздів здійснюється через перехресний з'їзд, за обома коліями.
Обидві платформи забезпечені інформаційними табло, попереджувальними у разі, якщо потяги прямують до станції «Міжнародна, в таких випадках також проводиться оголошення по гучномовному зв'язку.
Колії, що ведуть зі станції в тупикову частину Філівської лінії у напрямку Кремля, з'єднуються зі станцією «Площа Революції» Арбатсько-Покровської лінії, а колії від першої платформи ще й зі станцією «Охотний ряд» Сокольницької лінії. Проте, на початок ХХІ сторіччя, ці колії не застосовуються для перевезення пасажирів і використовуються тільки у технічних цілях.
З протилежної західної частини станції з платформ ведуть сходові марші, спочатку призначені для сполучення з ще одним вестибюлем, проте так як він не був побудований, то ці проходи закриті для пасажирів, і ведуть до службового приміщення метрополітену.
Як і інші станції Філівської лінії, може використовуватися шестивагонними потягами з модернізованих для наземної експлуатації вагонів типів Е, Еж и Ем або чотиривагонними потягами з вагонів типу 81-740.1/81-741.1 «Русич».

## Історія
Згідно початковим проектам, на місці, яке зараз займає станція, передбачалося побудувати двоколійний перегінний тунель. Проте коли було прийнято рішення про будівництво станції «Вулиця Комінтерну» і включення її в Арбатський радіус, траса вже була погоджена і затверджена, і над нею вже почалися роботи, тому для скорочення числа змін у проекті і перебудови вже зведених ділянок було вирішено звести станцію з викривленими бічними платформами, що дозволило залишити проект колій без змін. Станцію з бічними платформами довелося будувати через вимогу професора В. Л. Ніколаї і коменданта Кремля Р. А. Петерсона, щоб колії розташовувалися між Манежем і Кутаф'єю вежею.
Будівництво самої станції почалося в липні 1934 і було завершено у рекордні терміни, менш ніж за 6 місяців (для порівняння, сьогодні найкоротший термін будівництва станції в Москві — 15,5 місяців, у Києві — 13 місяців). Зведенням станції займалася шахта 31-32 Мосметробуду (керували будівництвом Г. Климов, М. Терпигорєв, І. Зубков). При будівництві довелося вирішувати складну інженерну задачу перекладки потужного каналізаційного колектора під однією з ділянок майбутньої станції з тендітної гончарної труби в міцну металеву на довжину 40 метрів. Станція була здана в експлуатацію вже 31 січня 1935, а відкрита для пасажирів була одночасно з іншими станціями першої черги 15 травня 1935.
З моменту відкриття в 1935 і до 1938 поїзда від «Вулиці Комінтерну» слідували до станції «Сокольники», а в 1938 році, після продовження Арбатського радіусу до станції «Курська» у східному напрямку і початку його функціонування окремо від Фрунзенського, поїзда від нинішнього «Олександрівського саду» стали їздити до цієї станції.
Спочатку переходу на станцію «Бібліотека ім. Леніна» не було, проте був загальний з цією станцією тимчасовий наземний вестибюль на розі Мохової вулиці і Воздвиженки, на даний час не зберігся. У 1937 році був організований тимчасовий перехід. Сучасний перехід з'явився тільки в 1938 , коли після відкриття ділянки «Вулиця Комінтерну» — «Курська» Арбатсько-Покровська лінія виділилася в окрему.
Будівництво нового постійного вестибюля планувалося завершити до 1940, проте, оскільки станція не справлялася з пасажиропотоком, було вирішено спочатку провести реконструкцію станції, що включає розширення переходів, зменшення підйомів і спусків та будівництво арочного містка над коліями. Але почалася німецько-радянська війна, що змусила переглянути ці плани. Будівництво постійного вестибюля в будівлі нинішньої Російської державної бібліотеки та реконструкція станції були завершені тільки в 1946 році. У тому ж році, 24 грудня, станція була перейменована в «Калінінську» — на честь недавно померлого М. І. Калініна.
5 квітня 1953 після будівництва нових станцій глибокого закладення «Арбатської» і «Смоленської», станція «Калінінська» була закрита для пасажирів, а вестибюль в будівлі бібліотеки був використаний для станції «Арбатська». Сама ж станція була частково реконструйована, зокрема було знищено два із трьох проходів на платформу.
Після завершення будівництва нової Філівської лінії до станції «Кутузовська» станція «Калінінська» знову була відкрита 7 листопада 1958.
У 1990 станція була перейменована, причому станція була спочатку названа «Воздвиженка» і носила цю назву кілька днів, протягом яких були навіть віддруковані схеми з такою назвою, але з якихось причин ця назва не узвичаїлася, і з 5 листопада 1990 станція отримала своє нинішнє ім'я «Олександрівський сад».
При будівництві в 1995—1996 роках торгово-рекреаційного комплексу «Охотний ряд» під Манежною площею, одна з колій (від платформи № 2) до станції «Охотний ряд» було розібрано і засипано.

## Оздоблення
Стіни станції покриті рожевим мармуром. Оздоблення стін закінчується на невеликій висоті, і таблички з назвою станції розміщені на побіленій стіні. Колони бічних рядів також оздоблені мармуром. Центральний ряд колон навмисно не був облицьований, щоб не акцентувати увагу на коліях, прокладених у центрі платформового залу. Перехідні коридори оздоблені білим і жовтим мармуром, білою плиткою. У фойє, що сполучає вихід на вулицю Воздвиженка, ескалаторний хід до станції «Арбатська» і міст через колії «Олександрівського саду», зберігся бюст М. І. Калініна, встановлений після того, як станція стала називатися «Калінінська».

## Унікальність
Станція, можливо, лідирує в Московському метрополітені за кількістю параметрів, за якими станція є унікальною.
- Єдина станція першої черги і єдина підземна станція з береговими платформами.
- Єдина кінцева станція з береговими платформами.
- Єдина в Москві чотирипрогінна колонна станція мілкого закладення[6].
- Одна з трьох Московських станцій, на яких частково присутній лівосторонній рух («Міжнародна», «Алма-Атинська»). Потяг прибуває на першу колію і відразу ж з другої другий їде у протилежну сторону.
- Одна з двох кінцевих станцій Московського метрополітену, яка не планувалася як кінцева при будівництві (друга — «Кунцевська» — на іншому кінці цієї ж Філівської лінії).
- Одна з п'яти станцій Московського метрополітену, що закривалися на тривалий термін.
- Одна з шести станцій Московського метрополітену з криволінійною в плані платформою (інші — «Кутузовська», «Зябликово», «П'ятницьке шосе», «Міжнародна» і «Виставкова».)
- Станція, у грудні 2008 вийшла на перше місце за тривалістю перебування кінцевою.
- Відстань по коліях до наступної станції («Арбатська») Філівської лінії становить 510 м, цей перегін був найкоротшим у Московському метрополітені з моменту відкриття метрополітену до відкриття станції «Міжнародна» 30 серпня 2006 року.
- На станції зберігався останній стрілочний інтервальний годинник, демонтований приблизно в 2003 році.